# Dikborsteltje
Het dikborsteltje (Potamothrix hammoniensis) is een ringworm uit de familie van de Naididae. De wetenschappelijke naam van de soort werd in 1901 voor het eerst geldig gepubliceerd door Wilhelm Michaelsen als Ilyodrilus hammoniensis.